# Tavole sciateriche
Le Tavole Sciateriche sono quattro tavole di ardesia, progettate e realizzate da o per conto di Athanasius Kircher nel 1636. Fanno parte della collezione del Museo Astronomico e Copernicano dell'Osservatorio Astronomico di Roma (INAF) e sono conservate presso la sede di Monte Porzio Catone.
Le tavole furono scoperte e preservate nel 1994 da Giuseppe Monaco, curatore del museo suddetto, il quale scrisse anche un primo libretto sul significato delle stesse dal punto di vista astronomico.

## Utilizzo
Le Tavole Sciateriche di Kircher sono una invenzione gnomonica, uno strumento didattico che rappresenta un sincretismo di elementi astronomici, astrologici e gnomonici e che testimoniano il brillante estro scientifico-artistico di Kircher.
Le tavole vennero esaminate da Nicola Severino nella primavera del 1994.
Questi scoprì che esse erano il risultato di un esperimento gnomonico, probabilmente realizzato in collaborazione con gli studenti del Collegio Romano, dove Kircher insegnava matematica, poi descritto da Athanasius Kircher nel libro Ars magna lucis et umbrae, libro pubblicato a Roma nel 1646 dieci anni dopo l'esperimento.